# محمد سرسک
محمد سرسک (انگلیسی: Mahmoud Sarsak؛ زادهٔ ۱۹۸۷) یک بازیکن فوتبال اهل فلسطین است که برای تیم ملی فوتبال فلسطین بازی می‌کند.
وی در سال ۲۰۱۲ توسط دولت اسرائیل بدون برپایی دادگاه یا تفهیم اتهام، به زندان انداخته شد. بعدها جرم وی را فعالیت در جهاد اسلامی فلسطین عنوان کردند. سرسک سه ماه را در اعتصاب غذا به سر برد و در نهایت در تاریخ ۱۰ ژوئیه ۲۰۱۲ آزاد شد.

## دوران فوتبال
قهرمانان کودکی وی آلساندرو دل‌پیرو، فرانک لمپارد و زین‌الدین زیدان بودند. وی به‌طور منظم به اردوهای تیم ملی زیر ۲۳ سال فلسطین دعوت می‌شد و دو بازی ملی نیز برای تیم بزرگسالان فلسطین مقابل چین و عراق در سال ۲۰۱۳ انجام داد، وی امیدوارست بتواند دوباره به تیم ملی بازگردد.

## نحوه آزادی
در ۵ ژوئن ۲۰۱۲ عده‌ای از فعالان حقوق بشر در لندن در تجمعی اعتراض‌آمیز سعی در متوجه کردن افکار عمومی به سمت سرسک داشتند.
در هشتم ژوئن، سازمان اف‌ای‌اف پرو به نمایندگی از بازیکنان حرفه‌ای فوتبال طی نامه‌ای خواستار آزادی سریع سرسک شدند. مشابه این اقدام توسط اریک کانتونا و فردریک کانوته و همچنین رئیس یوفا، میشل پلاتینی و رئیس فیفا سپ بلاتر نیز تکرار شد. این اقدامات مورد حمایت فوتبالیست‌های دیگر از جمله لیلیان تورام و ابو دیابی نیز قرار گرفت.
در خارج از فوتبال نیز افرادی مانند کن لوچ (کارگردان) و نوآم چامسکی (فیلسوف) خواستار آزادی وی شدند.
این فشارها در نهایت موجب شد تا دولت اسرائیل وی را در تاریخ ۱۰ ژوئیه ۲۰۱۲ آزاد کند.